# Бредаль, Питер ван
Питер ван Бредаль (нидерл. Pieter van Bredael; крещён 19 июля 1629 года, Антверпен — похоронен 9 марта 1719 года, там же) — фламандский художник барокко.
Родился в 1629 г. в Антверпене, долго жил в Испании. Занимая там должность придворного живописца, снискал своим талантом богатство и славу. Когда вернулся в Антверпен, академия живописи приняла его (1689) директором.
Кисть художника схожа с кистью Яна Брейгеля. Лучшие его картины находятся в Генте.